# Cleona
Cleona es un borough ubicado en el condado de Lebanon en el estado estadounidense de Pensilvania. En el año 2000 tenía una población de 2,148 habitantes y una densidad poblacional de 951 personas por km².

## Geografía
Cleona se encuentra ubicado en las coordenadas 40°20′14″N 76°28′29″O / 40.33722, -76.47472.

## Demografía
Según la Oficina del Censo en 2000 los ingresos medios por hogar en la localidad eran de $44,761y los ingresos medios por familia eran $52,328. Los hombres tenían unos ingresos medios de $34,574 frente a los $23,944 para las mujeres. La renta per cápita para la localidad era de $21,090. Alrededor del 3.4% de la población estaba por debajo del umbral de pobreza.